# Qaranuy
Qaranuy är en ort i Azerbajdzjan.   Den ligger i distriktet Şəmkir Rayonu, i den västra delen av landet, 300 km väster om huvudstaden Baku. Qaranuy ligger 206 meter över havet och antalet invånare är 850.
Terrängen runt Qaranuy är huvudsakligen platt, men norrut är den kuperad. Närmaste större samhälle är Shamkhor, 11,1 km sydväst om Qaranuy.
Trakten runt Qaranuy består till största delen av jordbruksmark. Runt Qaranuy är det ganska tätbefolkat, med 108 invånare per kvadratkilometer.